# Franz Giger
 Franz Giger  (* 30. September 1856 in St. Georgen am Fillmannsbach, Oberösterreich; † 7. März 1937 in Pischelsdorf, Oberösterreich) war ein österreichischer Bauer und Politiker.
Giger war im kirchlichen und politischen Bereich rege tätig. Ab 1913 war er Patronatskommissär, 38 Jahre lang wirkte er als Ortsobmann des Katholischen Volksvereins und mehrere Jahre auch als Bezirksobmann. Bei der Vorschusskasse Pischelsdorf war er 39 Jahre Ausschussmitglied, davon 26 Jahre Obmann. Intensiv betätigte er sich in der Kommunalpolitik, war von 1898 bis 1912 und von 1919 bis 1924 Mitglied des Gemeindeausschusses von Pischelsdorf, von 1909 bis 1912 und von 1921 bis 1924 Bürgermeister. In den Jahren 1918/1919 war Franz Giger auch Mitglied der Provisorischen Landesversammlung Oberösterreich für die Christlichsoziale Partei.